# Rajd Madery 2010
Rezultaty Rajdu Madery (51. Rali Vinho da Madeira 2010), eliminacji Intercontinental Rally Challenge w 2010 roku, który odbył się w dniach 5–7 sierpnia. Była to ósma runda IRC w tamtym roku oraz czwarta asfaltowa, a także szósta w mistrzostwach Europy i piąta w mistrzostwach Portugalii. Bazą rajdu było miasto Funchal. Zwycięzcami rajdu została belgijska załoga Freddy Loix i Fréderic Miclotte jadąca Škodą Fabią S2000. Wyprzedzili oni Czechów Jana Kopeckiego i Petra Starego oraz Finów Juho Hänninena i Mikko Markkulę, także jadących Škodą Fabią S2000.
Rajdu nie ukończyło 19 kierowców. Na 12. odcinku specjalnym wypadek miał Włoch Luca Rossetti (Fiat Abarth Grande Punto S2000), a na 3. odcinku specjalnym Portugalczyk Bruno Magalhães (Peugeot 207 S2000). Na 17. oesie wycofał się Brytyjczyk Kris Meeke (Peugeot 207 S2000), który miał wyciek oleju. Z kolei na 5. oesie w Fordzie Fieście S2000 Portugalczyka Bernardo Sousy wybuchł pożar. Na tym samym oesie wycofał się również jego rodak Miguel Campos (Ford Fiesta S2000).

## Klasyfikacja ostateczna
| Miejsce                                  | Zawodnik        | Pilot             | Samochód                 | Czas      | Strata   | Punkty |
| IRC                                      | IRC             | IRC               | IRC                      | IRC       | IRC      | IRC    |
| ---------------------------------------- | --------------- | ----------------- | ------------------------ | --------- | -------- | ------ |
| 1.                                       | Freddy Loix     | Fréderic Miclotte | Škoda Fabia S2000        | 3:08:14.3 |          | 10     |
| 2.                                       | Jan Kopecký     | Petr Starý        | Škoda Fabia S2000        | 3:08:52.1 | +37.8    | 8      |
| 3.                                       | Juho Hänninen   | Mikko Markkula    | Škoda Fabia S2000        | 3:10:40.1 | +2:25.8  | 6      |
| 4.                                       | Miguel Nunes    | Victor Calado     | Peugeot 207 S2000        | 3:10:57.0 | +2:42.7  | 5      |
| 5.                                       | Vítor Sá        | Nuno Rodrigues    | Peugeot 207 S2000        | 3:11:28.0 | +3:13.7  | 4      |
| 6.                                       | Filipe Freitas  | Daniel Figueiroa  | Mitsubishi Lancer Evo X  | 3:17:17.5 | +9:03.2  | 3      |
| 7.                                       | João Magalhães  | Jorge Pereira     | Mitsubishi Lancer Evo X  | 3:17:43.3 | +9:29.0  | 2      |
| (8).                                     | João Silva      | José Janela       | Renault Clio R3          | 3:18:52.1 | +10:37.8 |        |
| 8. (9.)                                  | Pedro Peres     | Tiago Ferreira    | Mitsubishi Lancer Evo IX | 3:18:54.1 | +10:39.8 | 1      |
| Mistrzostwa Europy                       |                 |                   |                          |           |          |        |
| 1. (2.)                                  | Jan Kopecký     | Petr Starý        | Škoda Fabia S2000        | 3:08:52.1 |          | 39     |
| 2. (12.)                                 | Corrado Fontana | Nicola Arena      | Peugeot 207 S2000        | 3:21:39.4 | +12:47.3 | 28     |
| 3. (17.)                                 | Luigi Fontana   | Renzo Casazza     | Peugeot 207 S2000        | 3:25:10.1 | +16:18.0 | 21     |
| Mistrzostwa Portugalii (pierwsza trójka) |                 |                   |                          |           |          |        |
| 1. (4.)                                  | Miguel Nunes    | Victor Calado     | Peugeot 207 S2000        | 3:10:57.0 | +2:42.7  |        |
| 2. (5.)                                  | Vítor Sá        | Nuno Rodrigues    | Peugeot 207 S2000        | 3:11:28.0 | +31.0    |        |
| 3. (6.)                                  | Filipe Freitas  | Daniel Figueiroa  | Mitsubishi Lancer Evo X  | 3:17:17.5 | +6:20.5  |        |

## Zwycięzcy odcinków specjalnych
| Dzień     | Odcinek | G. rozp. | Nazwa               | Długość | Zwycięzca     | Czas    | Lider rajdu   |
| --------- | ------- | -------- | ------------------- | ------- | ------------- | ------- | ------------- |
| 1 (5 SIE) | SS1     | 19:30    | Avenida Do Mar      | 2.18km  | Kris Meeke    | 1:37.2  | Kris Meeke    |
| 2 (6 SIE) | SS2     | 09:01    | Campo de Golfe 1    | 15.99km | Freddy Loix   | 10:04.8 | Freddy Loix   |
| 2 (6 SIE) | SS3     | 09:39    | Terreiros 1         | 21.77km | Luca Rossetti | 13:41.5 | Luca Rossetti |
| 2 (6 SIE) | SS4     | 11:24    | Campo de Golfe 2    | 15.99km | Freddy Loix   | 9:54.7  | Freddy Loix   |
| 2 (6 SIE) | SS5     | 12:02    | Terreiros 2         | 21.77km | Luca Rossetti | 13:32.6 | Luca Rossetti |
| 2 (6 SIE) | SS6     | 13:42    | Serra D'Água 1      | 13.77km | Freddy Loix   | 8:31.6  | Luca Rossetti |
| 2 (6 SIE) | SS7     | 14:18    | Boaventura 1        | 10.76km | Freddy Loix   | 6:32.0  | Freddy Loix   |
| 2 (6 SIE) | SS8     | 14:44    | Cidade de Santana 1 | 13.85km | Freddy Loix   | 8:46.7  | Freddy Loix   |
| 2 (6 SIE) | SS9     | 15:19    | Referta 1           | 14.29km | Luca Rossetti | 9:53.4  | Freddy Loix   |
| 2 (6 SIE) | SS10    | 17:02    | Serra D'Água 2      | 13.77km | Freddy Loix   | 8:26.1  | Freddy Loix   |
| 2 (6 SIE) | SS11    | 17:38    | Boaventura 2        | 10.76km | Luca Rossetti | 6:28.4  | Freddy Loix   |
| 2 (6 SIE) | SS12    | 18:04    | Cidade de Santana 2 | 13.85km | Freddy Loix   | 8:44.5  | Freddy Loix   |
| 2 (6 SIE) | SS13    | 18:39    | Referta 2           | 14.29km | Freddy Loix   | 9:47.8  | Freddy Loix   |
| 3 (7 SIE) | SS14    | 08:31    | Paúl 1              | 10.92km | Freddy Loix   | 7:07.5  | Freddy Loix   |
| 3 (7 SIE) | SS15    | 09:21    | Ponta do Pargo 1    | 13.13km | Freddy Loix   | 7:55.2  | Freddy Loix   |
| 3 (7 SIE) | SS16    | 10:08    | Rosário 1           | 11.52km | Kris Meeke    | 7:09.1  | Freddy Loix   |
| 3 (7 SIE) | SS17    | 11:48    | Chão da Lagoa 1     | 22.01km | Freddy Loix   | 13:43.5 | Freddy Loix   |
| 3 (7 SIE) | SS18    | 13:52    | Paúl 2              | 10.92km | Freddy Loix   | 7:06.2  | Freddy Loix   |
| 3 (7 SIE) | SS19    | 14:42    | Ponta do Pargo 2    | 13.13km | Freddy Loix   | 7:54.1  | Freddy Loix   |
| 3 (7 SIE) | SS20    | 15:29    | Rosário 2           | 11.52km | Jan Kopecký   | 7:10.4  | Freddy Loix   |
| 3 (7 SIE) | SS21    | 16:27    | Chão da Lagoa 2     | 22.01km | Freddy Loix   | 13:49.0 | Freddy Loix   |